# Kitinen
Kitinen – rzeka w Finlandii, najdłuższy dopływ Kemijoki. Jej długość wynosi 278 km i jest czwartą pod względem długości rzeką w kraju. Najdłuższym dopływem Kitinen jest Luiro.

## Przebieg
Rzeka przepływa przez gminy Kittilä, Pelkosenniemi i Sodankylä w Laponii. Na rzece znajduje się siedem elektrowni wodnych, zarządzanych przez Kemijoki Oy:
- Kokkosniva (25 MW)
- Kurkiaska (27 MW)
- Kelukoski (9,8 MW)
- Matarakoski (11 MW)
- Vajukoski (21 MW)
- Kurittukoski (15 MW)
- Porttipahta (35 MW)